# Spergularia nicaeensis
Spergularia nicaeensis là loài thực vật có hoa thuộc họ Cẩm chướng. Loài này được Sarato ex Burnat miêu tả khoa học đầu tiên năm 1892.